# Любовний настрій
«Любо́вний на́стрій» (англ. In the Mood for Love, кит.: 花样 年华, кант.: fa1 yeung6 nin4 wa4, піньїнь: huā yàng nián huá, дослівно: «Роки, схожі на квіти») — гонконгська артхаузна мелодрама, знята Вонгом Карваєм в 2000 році. Відтоді стрічку визнано одним із найвищих досягнень світового кіномистецтва останніх десятиліть та одним із найвеличніших кінофільмів XXI століття за версією BBC. На 5 вересня 2021 року фільм займав 233-у позицію у списку 250 кращих фільмів за версією IMDb.
«Любовний настрій» прийнято об'єднувати в трилогію з фільмами «Дикі дні» (1991) та «2046» (2004). У головних ролях зайняті Меггі Чун та Тоні Люн.

## Сюжет
Дія фільму відбувається в Гонконзі в 1962 році. Журналіст Чоу Мо Вана (Тоні Люн) і Су Лі Жен (Меггі Чун) того самого дня в'їжджають у дві сусідні кімнати в прибутковому будинку. Обоє одружені та їхні партнери часто затримуються на роботі. Попри добродушність господарки будинку та сусідів, Чоу і Су часто нудьгують на самоті у своїх кімнатах. Невдовзі між ними зав'язується дружба.
Чоу і Су діляться одне з одним сумнівами щодо вірності своїх партнерів. Чоу пропонує Су відтворити в особах те, що відбувається між власними чоловіком та дружиною і їхніми коханцями, та поступово межа між грою і справжнім романом починає танути.
Су пропонує Чоу допомогти йому з написанням історій про бойові мистецтва для газети. Разом з тим, як Чоу і Су дедалі зближуються, вони намагаються переконати одне одного в тому, що вони інакші й у них все не закінчиться так само, як у їхніх зрадливих партнерів.
Кінець фільму сумний, життя пана Чоу зайняте постійними поїздками регіоном Південно-Східної Азії, але незадовго до кінця фільму він повертається в Гонгконг, у будинок, де колись він випадково познайомився з Су, тут він розуміє, що все те, що було, вже пройшло і той час годі повернути. Чоу їде в Камбоджу, де в Ангкор-Ваті назавжди залишає свою таємницю — любов до Су.

## Зйомки
Незважаючи на те, що дія фільму відбувається в Гонконзі, насправді знімання проходили в Бангкоку (Таїланд). Одну сцену фільму також знято в Ангкор-Ваті (Камбоджа).

## Стиль
У фільмі використано два нестандартних художніх прийоми: удаваний повтор схожих сцен і уривки, які виглядають однією сценою, але насправді є колажем з численних зустрічей головних героїв. До створення цього ефекту причетний і оператор фільму Крістофер Дойл. Ці прийоми створюють у глядача враження, що два головні герої повторюють одні й ті самі дії щодня протягом дуже довгого часу. Однак, якщо уважно стежити за сукнями ціпао, в які одягнена Меггі, можна помітити, що в кожному новому кадрі в цих сценах на ній нова сукня. Очевидно, що це не одна сцена, перезнята багато разів, а окремі самостійні дублі, кожний з новими костюмами та новим гримом.
Дружина Чоу та чоловік Су рідко з'являються в кадрі, але коли це відбувається, глядач не бачить цих персонажів. Ці сцени знято лише з одного боку, так, що видно лише Чоу або Су.

## Музика
- Сігеру Умебаясі: «Yumeji's Theme» (спочатку, з фільму «Юмедзі», реж. Сейдзюн Судзукі)
- Майкл Галассі: «Angkor Wat Theme», «ITMFL», «Casanova/Flute»
- Нат Кінг Коул: «Aquellos Ojos Verdes», «Te Quiero Dijiste», «Quizás, Quizás, Quizás»
- Браян Феррі: «I'm in the Mood for Love» (класична мелодія 1930-х років, що дала фільму англійську назву)[12]

## У ролях
- Тоні Люн — Чоу Мо Ван
- Меґґі Чун — Су Лічжень
- Сіу Пінг Лам — А-Пін
- Ченг Тунг Чо — «Джо»
- Ребекка Пан — місіс Суен
- Лай Чен — містер Хо
- Чан Манлей
- Ку Камва
- Рой Ченг — містер Чан (голос)
- Чі Чіанг — няня (офіціантка)
- Ю вересень
- Чоу Почун
- Паулін Сун — місіс Чоу (голос)
- Вонг Манлей — Ку Камва
- Жюльєн Карбон — французький турист

## Касові збори
За час показу в Гонконзі фільм зібрав 8 663 227 гонконзьких доларів (більше 1 млн. доларів США).
2 лютого 2001 року 6 американських кінотеатрів почали показ фільму, в яких він зібрав 113 280 доларів США за перший уїкенд (18 880 в кожному). За весь час показу в Північній Америці фільм зібрав 2 738 980 доларів США.
Світові касові збори від показу фільму склали 12 854 953 доларів США.

## Визнання
- Найкраща чоловіча роль, Каннський кінофестиваль, 2000
- Найкращий іноземний фільм, премія Сезар, 2001
- Премія Європейської кіноакадемії за найкращий неєвропейський фільм, 2000
- У ході опитування 846 кінокритиків з усього світу (2012) за «Любовний настрій» подано більше голосів, ніж за будь-який інший фільм останніх 20 років[7].
- Займає другу позицію в рейтингу найвеличніших фільмів XXI століття за версією BBC[8].